# Ravascletto
Ravascletto (in friulano Ravasclêt, localmente anche Monai, nei documenti antichi Monajo) è un comune italiano di 501 abitanti della regione storica della Carnia, in Friuli-Venezia Giulia. Fa parte del club dei borghi autentici d'Italia.

## Geografia fisica

### Territorio
I centri abitati costituenti il comune si collocano in catena sul versante a solatio della faglia che separa i massicci del monte Arvénis, a sud, e del monte Crostis a settentrione. La faglia ha dato origine a due vallate che si dipartono in direzioni opposte dalla morbida altura della Sella Valcalda (loc. Insom Volcjalda, 959 m), l'una volta ad occidente e solcata dal torrente Margò, tributario del Degano (nel cui bacino si trovano il capoluogo Ravascletto, 963 m, con le borgate annesse di Stalis e Palù (m 958) e, più ad occidente, la frazione di Salars (anche scritta Solars, 952 m), l'altra verso oriente e percorsa dalla Gladegna, tributaria del torrente Bût, nel cui bacino si trova la frazione di Zovello, 896 m.
Sebbene qualche geografo abbia utilizzato, per ambo le convalli, il toponimo Valcalda, l'usanza schietta del posto, confermata da mappe e documenti d'archivio, attribuisce tale nome (Volcjâlda, Valcjalda) alla sola porzione prativa e a bacìo della testata della valle del Margò. Il nome antico delle due vallate è invece Canale di Monaio (Cjanâl di Monai).

### Orografia
Il paesaggio, verde per i boschi ed alle quote più alte per i pascoli, è dominato dalle seguenti alture: a nord degli abitati (gruppo del monte Crostis): Cimone di Crasulina 2.104 m, massimo altitudinale del comune; Piz di Mede 2094 m, monte Valsecca 1966 m, Mont di Runc 1845 m, Bovadiça 1831 m, Berretta di Culzin (loc. la Scufa) 1497 m.; a sud (gruppo del monte Arvenis): monte Zoncolan 1740 m, Nealt 1490 m, Cuel Piçul 1331 m. Minimo altitudinale del comune è la località Piè del Pecol, 670 m.

### Idrografia
I corsi d'acqua hanno tutti regime torrentizio: oltre ai già citati Margò e Gladegna, collettori di tutte le acque delle due vallate, vanno menzionati il rio Vaglina, affluente del Margò che demarca il confine col comune di Comeglians, ed il rio Marassò (loc. Maraçò), affluente della Gladegna che separa Ravascletto da Cercivento. Sulla Vaglina sorge una centrale idroelettrica gestita dalla SECAB. 
Nelle montagne di Ravascletto esistono due minuscoli laghi alpini, detti di Crasulina e di Taront (o di Tarondon), alimentati principalmente dallo scioglimento delle nevi; nel fondovalle, inoltre, sono stati costruiti due bacini artificiali (ad accesso vietato) nelle località di Sella Valcalda e di Entrada, con lo scopo di fornire d'acqua gli impianti per l'innevamento artificiale.

## Storia

### Origini del nome
L'origine del friulano Ravasclêt è da ricollegarsi al fitonimo latino *robusculetum, ossia "luogo ove cresce una pianta spinosa, (letteralmente) un piccolo rovo"; la doppia "t" della versione italiana non è etimologica. Il nome può accostarsi a quello della località di Ruscletto (San Vito di Fagagna), fondato sul friulano ruscli (pungitopo), pianta che peraltro a Ravascletto non vegeta.
Più semplice è l'etimologia degli altri toponimi principali: Zovello (Zuviél), è diminutivo del friulano zôf (giogo, passo montano); Salârs significa solaio ma anche solatio; il nome antico della vallata, Monai significa tuttora appezzamento prativo in qualche varietà arcaica di friulano.

### Evo moderno
Per tutto l'evo moderno le tre comunità componenti l'odierno comune di Ravascletto appartennero, come il resto della Carnia, alla Repubblica di Venezia.

### Età contemporanea
Il comune di Ravascletto fu fondato, per effetto della legislazione napoleonica, nel 1806; dal 1815 esso incluse anche la frazione di Zovello, originariamente assegnata al comune di Cercivento.

## Monumenti e luoghi d'interesse

### Chiese cattoliche
- Chiesa parrocchiale di San Matteo nella borgata di Monaio (secolo XVIII)
- Chiesa di Santo Spirito  (Ravascletto)  (secolo XVIII)
- Chiesa di Sant'Andrea di Zovello (secolo XIV, con interventi e rimaneggiamenti sino al sec. XX)
- Chiesa di San Giovanni a Salars

### Edifici privati in stile tipico
- Casa "di Parigjin" a Zovello, con affresco del secolo XVII
- Casa "di Baldisâr" a Ravascletto
- Casa "dal çuet da Paca" a Salars
- Casa "delle bombe" a Zovello, loc. Prapulin

## Società

### Evoluzione demografica
Abitanti censiti

### Lingue e dialetti
Nel comune di Ravascletto, accanto alla lingua italiana, la popolazione utilizza la lingua friulana. Ai sensi della Deliberazione n. 2680 del 3 agosto 2001 della Giunta della Regione autonoma Friuli-Venezia Giulia, il Comune è inserito nell'ambito territoriale di tutela della lingua friulana ai fini della applicazione della legge 482/99, della legge regionale 15/96 e della legge regionale 29/2007. La lingua friulana che si parla a Ravascletto rientra fra le varianti appartenenti al carnico della bassa Val di Gorto.
Si distinguono all'interno del comune due differenti parlate: nel capoluogo ed a Salars si parla il "monean", caratterizzato dalla terminazione delle parole derivanti dalla I declinazione latina in -a (al singolare) ed in -es (al plurale): es. la cjasa, las cjases (la casa, le case) e dai dittonghi ei e ou in alcune posizioni ove la koinè friulana impiegherebbe î ed û (jeir e brout anziché îr e brût - cioè ieri e brodo). Tipica è anche la terminazione -ol ove il friulano comune ha -ul: ad es. marmol per marmul (marmo). Del dialetto moneano è nota anche una fase più antica che, testimoniata dalle prose ottocentesche di don Leonardo Morassi, era caratterizzata dalle terminazioni in -o (cjaso per casa) oggi conservate solo a Rigolato e Forni Avoltri.
La frazione di Zovello ha invece un dialetto proprio, chiamato "zovelan" (letto "giovelàn"): in esso le terminazioni citate suonano arcaicamente -a e -as (la cjasa, las cjasas). Conservativo nel lessico, esso registra però una concordanza fonetica col friulano centrale: a Zovello, infatti, si dice podê, vôs, îr e cûr (potere, voci, ieri e cuore) evitando sia le soluzioni del carnico comune (podei, vous, îr e cûr) sia quelle tipiche delle altre varianti del dialetto basso gortano (podê, vôs, jeir, cour). Un buon esempio di dialetto zovellano può leggersi nei versi di Casimiro De Colle (Vedi ora anche in: http://wladimiro-decolle.wix.com/miro-poesie-scritti)

## Economia
Sebbene interessato da un forte fenomeno di spopolamento, Ravascletto è oggigiorno uno dei maggiori poli turistici estivi ed invernali della regione Friuli-Venezia Giulia, grazie alla bellezza dell'ambiente circostante e alle piste da sci del monte Zoncolan raggiungibili con la Funivia che parte dal paese.

## Infrastrutture e trasporti

### Strade
Il territorio di Ravascletto è attraversato principalmente dalla Strada Regionale n.465 della Forcella Lavardet e di Valle S.Canciano che congiunge il comune con quelli di Comegliàns e Sutrio. È gestita da Friuli Venezia Giulia Strade. Inoltre dalla sella Valcalda ha inizio la Strada Provinciale n.86 di Ravascletto che congiunge il capoluogo con la frazione di Tualis situata nel territorio del comune di Comeglians. Sempre dalla sella Valcalda inizia anche la Strada Comunale denominata "Panoramica delle Vette" sul Monte Crostis. Com'è facilmente intuibile, questo itinerario ci presenta in tutta la sua maestosità la bellezza dell'alta montagna, in quanto, per quasi 7 km si compie una traversata sul filo dei 2000 m con suggestiva veduta sulla Val Degano, Val But, sul massiccio del M.te Zoncolan, sulla catena delle Alpi Giulie ed è persino possibile vedere il massiccio del Großglockner in Austria. Partendo da Ravascletto sono ben 10,2 km di salita costante al 9-10% che conducono all'inizio della traversata.

### Autocorriere
Il comune è collegato alla rete del trasporto pubblico regionale del Friuli Venezia-Giulia tramite le autocorriere della società SAF, che gestisce le linee Zovello-Ravascletto-Comeglians e Ravascletto-Zovello-Cercivento-Paluzza, entrambe con coincidenze per Tolmezzo e di qui a Udine. Il servizio non è attivo nei giorni festivi.

### Funivia
A Ravascletto fin dagli anni 20 c'è stata la pratica dello sci. Poi nel 1949 venne costruita la prima seggiovia, denominata "Cuél Pìciul" che serviva la pista del "Canalone", ora parte finale della pista di rientro dallo Zoncolan denominata "Lavet". Costruita dalla Graffer con seggiole monoposto fu rimodernata nel 1976 con una biposto sempre della Graffer. Si dice che questo sia il primo impianto a fune costruito in Friuli-Venezia Giulia. Con il successivo sviluppo del comprensorio dello Zoncolan, nel 1975 entrò in servizio, costruita dall'azienda Torinese Agudio, la prima funivia tipo "va e vieni" Ravascletto - Zoncolan con cabine da 40 persone.

## Galleria d'immagini

Ravascletto negli anni '20
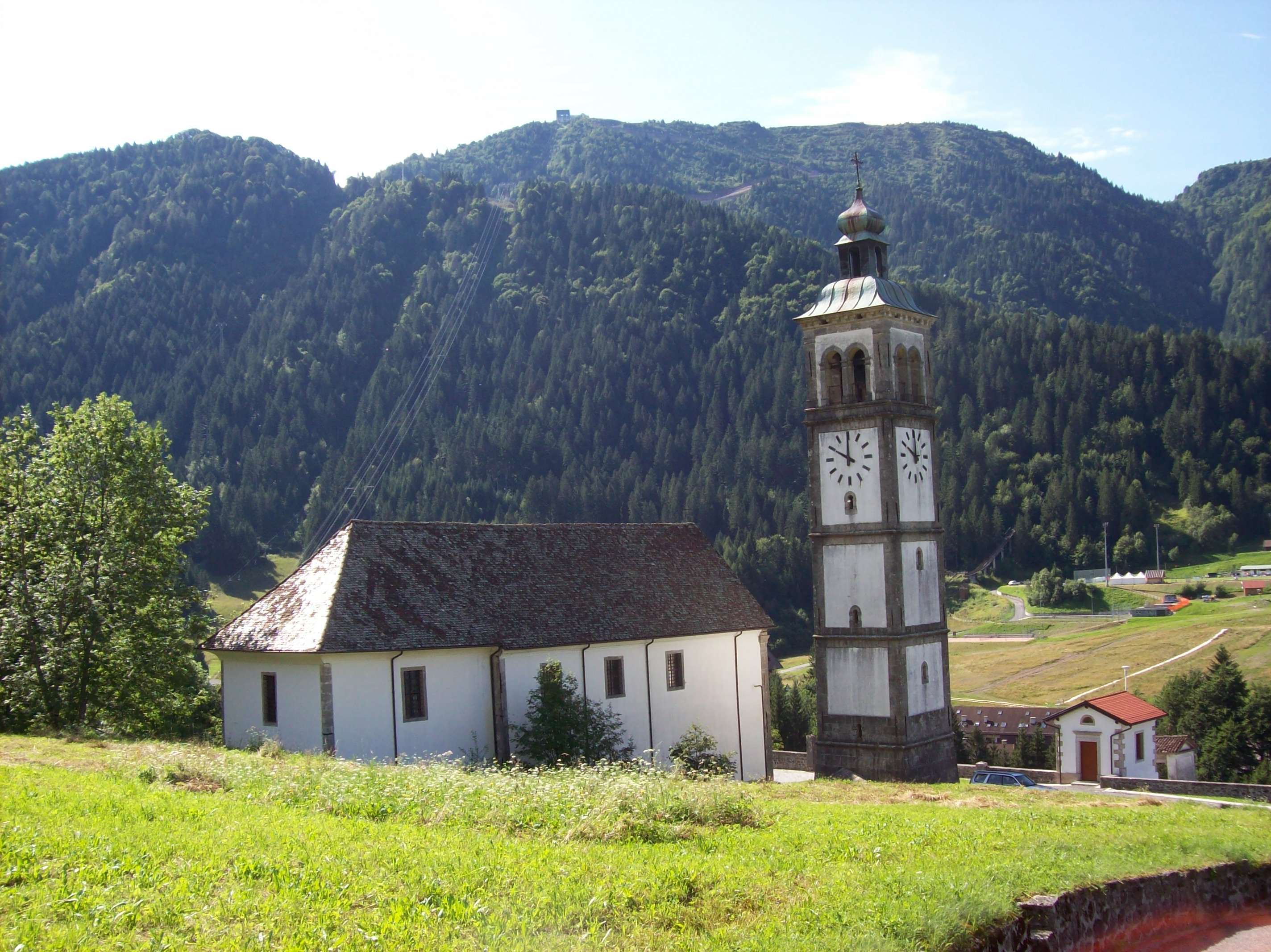
Chiesa parrocchiale di San Matteo
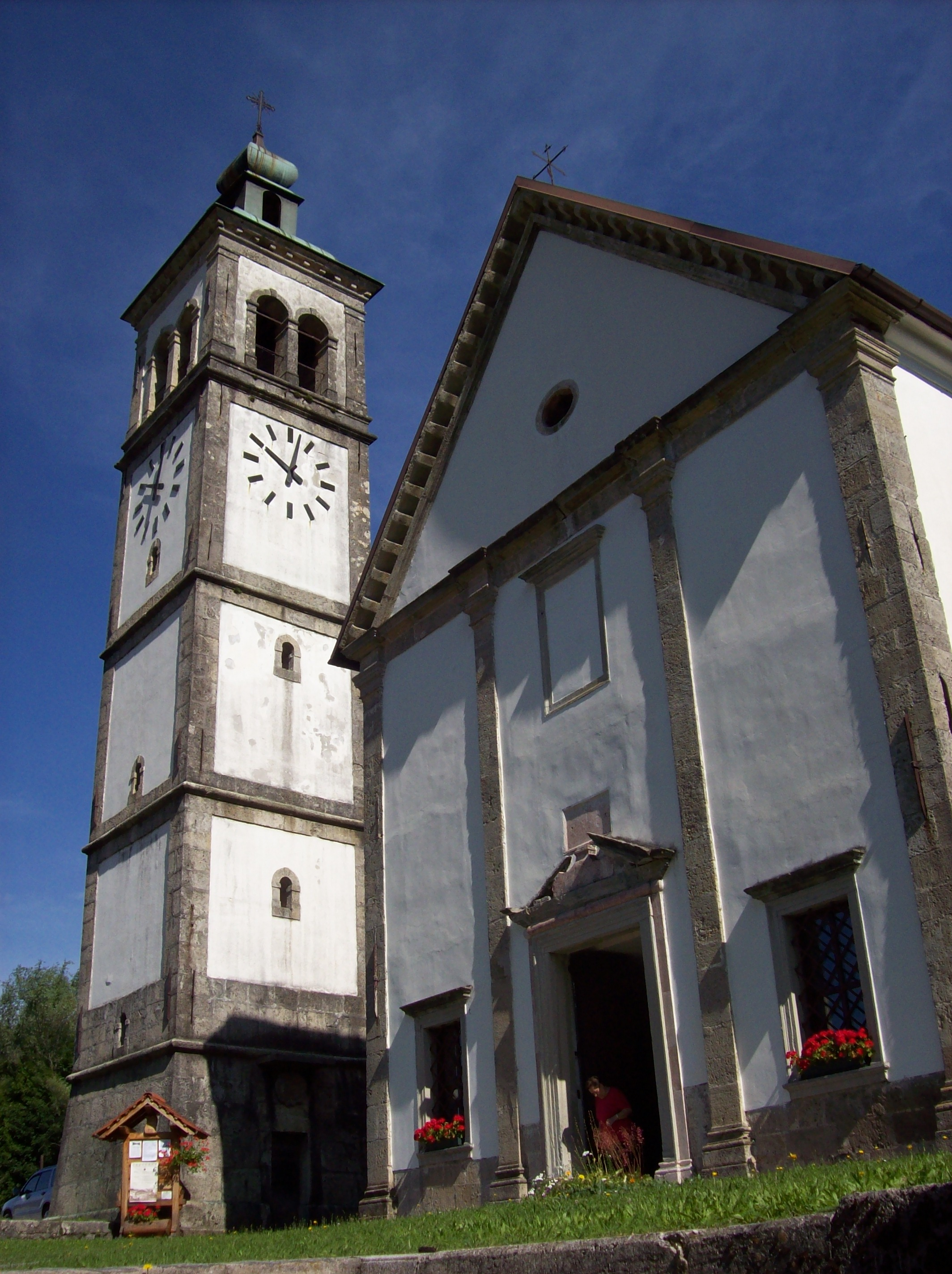
Chiesa parrocchiale di San Matteo
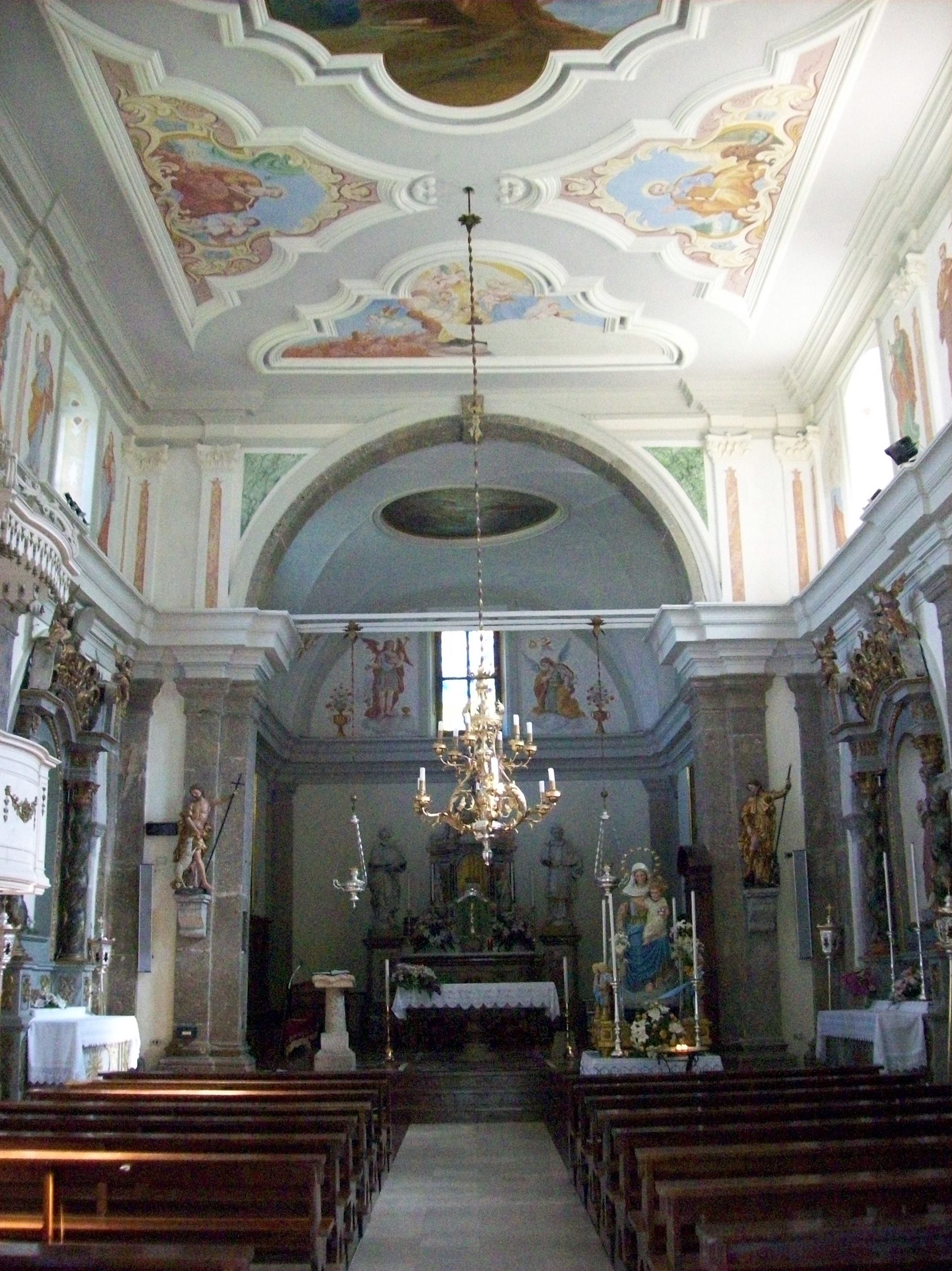
Chiesa parrocchiale di San Matteo, interno
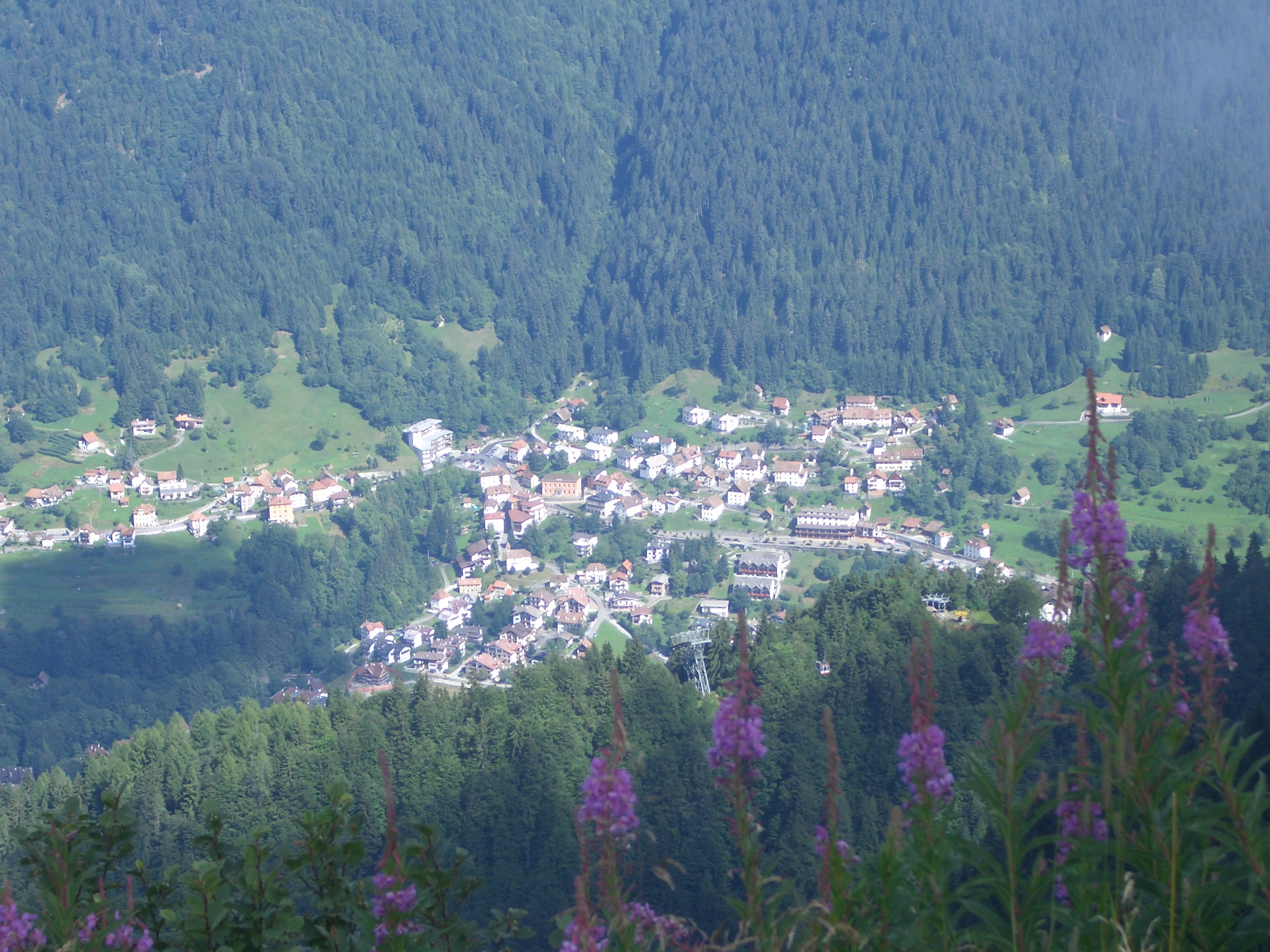
Dal monte Zoncolan